# Neorhaphiomidas pinguis
Neorhaphiomidas pinguis är en tvåvingeart som beskrevs av Norris 1936. Neorhaphiomidas pinguis ingår i släktet Neorhaphiomidas och familjen Mydidae. Inga underarter finns listade i Catalogue of Life.